# Conops izuoshimensis
Conops izuoshimensis är en tvåvingeart som beskrevs av Ouchi 1939. Conops izuoshimensis ingår i släktet Conops och familjen stekelflugor. Inga underarter finns listade i Catalogue of Life.